# 예수원
예수원(Jesus Abbey)은 미국 성공회 사제인 대천덕 신부가 1965년에 중보기도의 집으로 설립한 기독교 초교파 수도 생활 공동체이다. 주소는 강원도 태백시 외나무골길 97(하사미동)이다.

## 역사와 일과
대천덕 신부 가족, 성공회 항동교회 교우, 성공회대학교(당시 성 미가엘 신학원)학생들이 건축에 참여하여 설립되었고, 2008년 대한 성공회 대전교구 강원교무구 특수 선교 교회이다.
일과는 조도(아침기도), 대도(점심기도), 만도(저녁기도) 로 하루 세 번 예배를 드리며, 주일에는 감사성찬례(성공회 미사)가 있다. 공동체에 살고 있는 식구들은 오전, 오후에 노동을 하고 있는데, 이는 "노동이 기도요, 기도가 노동이다"라는 가르침을 실천하기 위해서이다.

## 같이 보기
- 대한성공회
- 대한성공회 대전교구
- 대한성공회 성가수도회
- 대천덕